# I+R Gruppe
Die i+R Gruppe GmbH ist eine Firmengruppe, die aus Firmen der Bereiche Bauen, Immobilien und Baumaschinen besteht. Das eigentümergeführte Familienunternehmen aus Lauterach in Vorarlberg (A) wurde 1904 gegründet. Seinen Kernmarkt beschreibt das Unternehmen mit dem Bodenseeraum, tätig ist es in ganz Europa. Die geschäftsführenden Gesellschafter Joachim Alge und Reinhard Schertler führen das Unternehmen in vierter Generation.  

## Geschichte
Johann Schertler gründete das Unternehmen 1904 als Zimmereibetrieb. Im Jahre 1930 wurde es durch ein Säge- und Hobelwerk erweitert und beschäftigte zu diesem Zeitpunkt etwa 30 Arbeiterinnen und Arbeiter. Im Jahr 1970 folgte der Einstieg ins Bauträgergeschäft. 1985 kaufte die damalige i+R Schertler GmbH die Firma Huppenkothen, die europaweit Baumaschinen verkauft und verleiht. Mit der Gründung des Geschäftsbereichs Spezialtiefbau und dem Kauf des Kieswerks Bauer in Kressbronn (D) im Jahr 1990 erweiterte das Unternehmen abermals seine Geschäftsbereiche.  
Um die Kernbereiche des Unternehmens zu stärken, wurden 2012 aus den Geschäftsbereichen eigenständige Unternehmen mit eigenen Geschäftsführern gegründet. Ebenfalls 2013 eröffnete die i+R Gruppe die Unternehmenszentrale auf dem neuen Firmengelände in der Johann-Schertler-Straße in Lauterach (A).  
In den darauffolgenden Jahren folgte zuerst die Übernahme des Spezialisten für Baggeranbaugeräte Martin GmbH und die Gründung von Suncar (Entwicklung von E-Baggern), später der Kauf von Lorenz Lift (Spezialist für Vermietung von Arbeitsbühnen) und die Gründung der digitalen Plattform für Baumaschinenmiete Digando.

## Geschäftsfelder
Die Unternehmen der i+R Gruppe stehen für hochspezialisierte Lösungen in den Bereichen Bauen, Immobilien und Bagger.

### Bauen
Im Hoch- und Tiefbau, Spezialtiefbau, Projekt- und Standortentwicklung sowie Total- und Generalübernehmer für Industriebau, Gewerbebau, Hotelbau und Wohnbau sowie Holzbau, konstruktiver Holzbau, Fassadenbau & Gebäudehüllen sind die i+R Unternehmen im gesamten Bodenseeraum tätig.

### Immobilien
Rund 500 Eigentumswohnungen werden in Vorarlberg, Süddeutschland und der Schweiz im Jahr realisiert und verkauft. Eigene Experten in der Standortentwicklung machen die i+R Gruppe auch zum Partner für Kommunen und Investoren.

### Bagger
Europaweit agiert die Huppenkothen mit Baumaschinenhandel, -vermietung und –servicierung sowie Baggeranbaugeräten. In diesem Segment ist sie Marktführerin in Österreich, der Schweiz, Südtirol, Spanien und CEE.

## Bauwerke
Eine Auswahl an Bauten und Bauwerken, an deren Realisierung Unternehmen der i+R Gruppe beteiligt waren:
- Seebühne der Bregenzer Festspiele
- Danube Flats, Wien
- Vier-Linden-Quartier, Lindau
- Hymer Museum, Bad Waldsee
- Zebra Tower, Warschau
- Nordstern Versicherung, München
- DC2, Wien
- Seedomizil, Lochau
- Hotel Aurelia, Lech am Arlberg
- Das Zeppelin, Friedrichshafen
- SWE, Stadtwerke Esslingen[2]

## Unternehmen
Bauen:  
- i+R Industrie- & Gewerbebau GmbH
- i+R Industrie- & Gewerbebau AG
- i+RB Industrie- & Gewerbebau GmbH
- i+R Bau GmbH
- i+R Spezialtiefbau GmbH
- i+R Holzbau GmbH
- i+R geotech GmbH
- i+R Business Partner GmbH
- Express Beton GmbH & Co KG (50 %)
- Höfle Bautruck GmbH & Co. KG (50 %)

Immobilien:  
- i+R Wohnbau GmbH
- i+R Wohnbau Lindau GmbH
- i+R Wohnbau AG
- J+R Immobilien GmbH
- BWG Vorarlberg GmbH & Co OG (67 %)
- Rheintal Trust AG (25 %)
- Wolf Projektmanagement GmbH (50 %)
- Zürs.Mountain.Club (50 %)
- S+B Gruppe AG (50 % Schertler Holding)
- Pocket House GmbH (25 % Schertler Holding)

Bagger:
- Huppenkothen GmbH
- Martin GmbH
- Mietlift AG
- Digando GmbH
- BVB Baumaschinen GmbH (70 %)
- Suncar AG (50 %)

## Auszeichnung
Im Jahr 2025 wurden Joachim Alge und Reinhard Schertler, die beiden Geschäftsführer der i+R Gruppe mit Sitz in Lauterach, mit dem renommierten VN-Wirtschaftspreis ausgezeichnet. Die Ehrung würdigt ihre unternehmerische Leistung, den nachhaltigen wirtschaftlichen Erfolg der Unternehmensgruppe sowie ihr Engagement für soziale Verantwortung und eine vorbildliche Firmenkultur. Überreicht wurde die Auszeichnung im Rahmen der VN Top 100 durch Landeshauptmann Markus Wallner sowie die Chefredaktion der Vorarlberger Nachrichten.